# Bulzeștii de Sus
Bulzeștii de Sus is een Roemeense gemeente in het district Hunedoara.
Bulzeștii de Sus telt 323 inwoners.